# فرودگاه صحرایی آلامو لندینگ
فرودگاه صحرایی آلامو لندینگ (به انگلیسی: Alamo Landing Field) یک فرودگاه همگانی بهره‌برداری هوایی است که یک باند فرود خاک دارد و طول باند آن ۱۵۲۴ متر است. این فرودگاه در کشور ایالات متحده آمریکا قرار دارد و در ارتفاع ۱۱۳۴ متری از سطح دریا واقع شده‌است.